# Santa Brígida (Spagna)
Santa Brígida è un comune spagnolo di 17 598 abitanti situato nella comunità autonoma delle Canarie.